# شیخ عبدالکریم ادریسی
شیخ عبدالکریم ادریسی (زادهٔ ۱۲۹۰ خورشیدی) یکی از شخصیت‌های محلی و رهبران سنتی قبیله‌ای در منطقهٔ پاتک و کندریان افغانستان است. وی به‌عنوان یک چهرهٔ اجتماعی و نظامی، در برخی تحولات منطقه‌ای و درگیری‌های تاریخی مشارکت داشته است.

## زندگی شخصی
شیخ عبدالکریم ادریسی در سال ۱۲۹۰ هجری خورشیدی در منطقهٔ کندر به دنیا آمد. او از جوانی وارد عرصه‌های محلی، قومی و اجتماعی شد و به مرور به یکی از چهره‌های بانفوذ در میان اقوام محلی تبدیل شد.
وی دارای پنج همسر و چهارده فرزند است. خانواده و فرزندان وی در حوزه‌های گوناگون اجتماعی و محلی فعالیت دارند.

## فعالیت‌های نظامی
بر پایهٔ روایت‌های محلی، شیخ عبدالکریم در چندین درگیری نظامی مشارکت داشته‌است. گفته می‌شود که وی در طول جنگ ایران و عراق (۱۳۵۹–۱۳۶۷) به‌صورت داوطلب در کنار نیروهای محلی در مرزهای غربی ایران حضور داشته است.
همچنین برخی منابع غیررسمی از مشارکت او در درگیری‌های محدود علیه اسرائیل و نیز مناقشات محلی در منطقهٔ کندر یاد کرده‌اند. با این حال، اطلاعات دقیق و رسمی دربارهٔ جزئیات این فعالیت‌ها در دسترس نیست.

## جایگاه اجتماعی
شیخ عبدالکریم ادریسی در منطقهٔ خود به عنوان یک میانجی قومی، رهبر مذهبی و بزرگ طایفه‌ای شناخته می‌شود. نقش او در حل اختلافات، اتحاد میان قبایل و حفظ ثبات محلی از ویژگی‌های اصلی جایگاه اجتماعی اوست.

## تصویر